# Leopoldo Suárez del Cerro
Leopoldo Alfredo Suárez del Cerro (n. 26 de abril de 1928 - f. 2003)  fue un militar argentino de rol importante en la Guerra de las Malvinas. Fue oficial de la Armada Argentina y Jefe del Estado Mayor Conjunto de las Fuerzas Armadas.

## Biografía

### Carrera militar

#### Jefe III (Operaciones)
En el año 1981 el jefe III (Operaciones), vicealmirante Suárez del Cerro, se hizo cargo de un proyecto militar creado por el comandante de Operaciones Navales, vicealmirante Juan José Lombardo. El proyecto consistía en instalar un observatorio en la isla San Pedro que, junto al de la isla Thule, marcara una presencia argentina en esos territorios, a fin de ayudar a validar el reclamo histórico argentino sobre las islas Malvinas. Esto recibió el nombre de «Operación Alfa».

#### Jefe del Estado Mayor Conjunto de las Fuerzas Armadas
El vicealmirante Suárez del Cerro, siendo Jefe del Estado Mayor Conjunto de las Fuerzas Armadas, cumplimentó tareas de comunicación y asesoramiento durante la Guerra de las Malvinas.

#### Destinos y condecoraciones
- Jefe III (Operaciones) del Estado Mayor General Naval[5]
- Jefe del Estado Mayor Conjunto de las Fuerzas Armadas (11 de diciembre de 1981-9 de septiembre de 1982)[2]

## Relación con la represión ilegal
El 11 de marzo de 2008 el juez federal Sergio Torres ordenó, en el marco de una causa relacionada con delitos de lesa humanidad cometidos por el Grupo de Tareas 3.3, la detención de varios oficiales y suboficiales de la Armada Argentina, entre los que figuraba Suárez del Cerro. Sin embargo, para aquel entonces el vicealmirante ya se encontraba fallecido.